# L'Œil le plus bleu

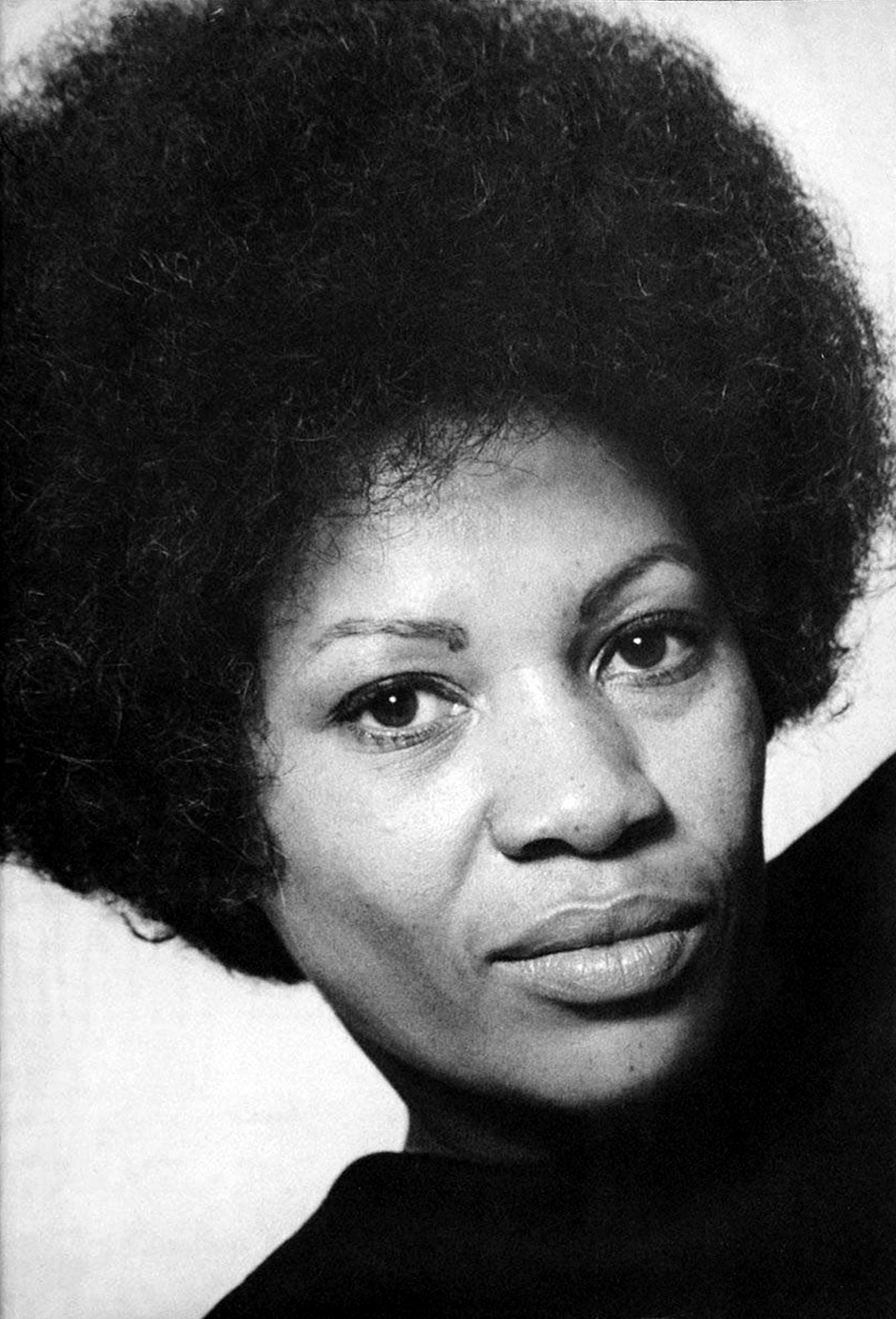
Toni Morrison en 1970, année de parution de son roman L'Œil le plus bleu.

L'Œil le plus bleu (The Bluest Eye) est un roman écrit par Toni Morrison en 1970.

## Synopsis
Le roman raconte l'histoire d'une jeune Afro-Américaine timide, Pecola, qui grandit à Lorain (Ohio) pendant les années qui suivent la Grande Dépression. Souvent raillée pour sa peau sombre par son entourage, pour qui la beauté est synonyme de blancheur, elle développe un complexe d'infériorité et souhaite avoir les yeux bleus. Le point de vue alterne entre celui de Claudia MacTeer, une amie de Pecola, celui de ses parents et celui de tierces personnes, le narrateur externe ou des personnages secondaires.

## Analyse et réception
Pour cette histoire, Toni Morrison s'est inspirée d'une ancienne camarade de lycée.
Premier roman de Toni Morrison, il n'attire à sa sortie, en 1970, que très peu l'attention de la critique, et ne se vend qu'à 700 exemplaires.
Évoquant le racisme, l'inceste et la pédophilie, avec un langage rude, le livre a été de nombreuses fois exclu des bibliothèques scolaires et des médiathèques américaines sous la pression des Républicains. Il est retiré des bibliothèques scolaires du Kansas en septembre 2021. Il s'agirait d'un des trois livres les plus souvent exclu des bibliothèques scolaires.

### Articles critiques et analyses
- Tina Harpin, « Écrire l’inceste en « contre-fiction » et en paradoxes : The Bluest Eye de Toni Morrison », Sociétés & Représentations, vol. 2, no 42,‎ 2016, p. 97-110 (lire en ligne),
- Virginia Costello, Creation of self and personalism in Toni Morrison's The Bluest Eye and Beloved, mémoire de Master of Arts soutenu à l'université du Montana le 5 août 1993[13],
- John Leonard, Books of the Times, article paru dans le New York Times du 13 novembre 1970[14],
- Esti Sugiharti, Racialised beauty: Toni Morrison’s The Bluest Eye[15],